# King Kong dans la culture populaire

## King Kong dans la culture populaire
King Kong est l'une des figures les plus connues de l'histoire du cinéma. Lui ainsi que la série de films qui le mettent en scène sont fréquemment évoqués dans diverses autres œuvres qui lui rendent hommage dans le monde entier. King Kong a atteint la stature d'une icône planétaire de la culture populaire en devenant un mythe moderne qui a inspiré tour à tour des publicités, des dessins animés, des bandes dessinées, des couvertures de magazine, des pièces de théâtre, de la poésie, des caricatures politiques, des programmes télévisés et encore d'autres médias. Les formes de références à King Kong vont de la copie directe aux parodies et détournements de l'œuvre originale sur un ton humoristique.

## Années 1930 et 1940
La sortie du film King Kong en 1933 a été un succès immédiat au box-office qui a généré un impact énorme sur la culture populaire des années 1930. Ce fut le premier film à être projeté dans deux des plus grands cinémas de New York en même temps ainsi que le premier film d'horreur avoir un tel engouement. La combinaison d'effets spéciaux avancés en parallèle d'un contenu primitiviste l'a rendu populaire parmi les intellectuels occidentaux, notamment dans les milieux surréalistes. Ray Bradbury a fait remarquer qu'au moment de la sortie du film, « une foule de jeunes gens sont devenus fous à travers le monde, puis se sont enfuis vers la lumière pour devenir des aventuriers, des explorateurs, des gardiens de zoo, des cinéastes ». 
Peu après la sortie du film, les Studios Disney mettent en scène Mickey Mouse aux côtés de King kong dans The Pet Store. Dans ce dessin animé, le singe géant tombe amoureux de Minnie Mouse et grimpe au sommet d'une pile de boîtes en carton en la tenant dans ses bras. Mickey et un groupe d'oiseaux, qui imitent des biplans, vainquent King Kong. Disney fait une autre référence dans le court métrage d'animation Mickey mécano, où un robot est engagé dans un combat de boxe contre un singe connu sous le nom de Killer Kong.
En 1938, King Kong a fait l'objet d'une première réédition, bien que certains plans tels que l'enlèvement d'Ann Darrow avec le soulèvement de sa robe ou le fait que Kong mâche et piétine divers figurants au théâtre, souvent en gros plan, aient été supprimés parce qu'ils étaient considérés comme inacceptables par le code Hays. King Kong fut à nouveau réédité en 1942 et en 1946 bien que malgré son succès, le film n'était pas encore un élément aussi important de la culture populaire qu'il le deviendra par la suite.
Durant la Seconde Guerre mondiale, le résistant néerlandais controversé Christiaan Lindemans était surnommé King Kong en raison de sa taille exceptionnelle, ce qui fait que chez les Néerlandais, le nom King Kong est encore souvent associé au résistant qu'au singe de fiction.

## Années 1950-1970
Le film fut réédité en 1952, devenant l'un des événements médiatiques de cette année-là avec le magazine Time, qui le nomma « film de l'année », qualificatif que reprendront les propriétaires de cinéma. Le studio RKO, tentant une réédition expérimentale du film de 1933 dans le Midwest, consacra la majeure partie du budget promotionnel du film à des spots télévisés. La réédition fut un énorme succès, qui attira trois fois plus d'entrées que d'habitude dans les salles. Cela montra que la télévision allait devenir un puissant outil de promotion, puisque King Kong généra plus de recettes au box-office que lors de la sortie originale de 1933.  
Ce fut à cette époque que King Kong acquit sa réputation de phénomène de la culture populaire, avec deux importantes références au personnage dans Monsieur Joe (1949) et Godzilla (1954), ce dernier film étant inspiré par la popularité de King Kong au Japon. Le film nippon fera revivre des parties de l'histoire de King Kong à travers plusieurs spin-off. 
La RKO rééditera une dernière fois le film en salles en 1956. Après cela, King Kong est vendu à la télévision, dont notamment à une chaîne new-yorkaise, qui le diffusera jusqu'à dix-sept fois en une seule semaine, arrivant à chaque fois en tête des audiences. À partir de ce moment-là, le film est devenu un pilier de la télévision, ce qui lui fait conquérir de nombreux nouveaux fans.
En 1959, le film Ils n'ont que vingt ans présente deux adolescents qu'ils vont voir King Kong, tout en craignant qu'il ne s'agisse " d' un de ces merveilleux vieux numéros d'horreur tombé dans l'oublis ". 
Au milieu des années 1960, les propriétaires du King Kong de 1933 commencent à accorder des licences pour une série de produits dérivés liés à King Kong, en réponse à une forte demande du public. Ces produits comprennent des bandes dessinées, des jeux, des maquettes et des affiches.
En 1965, Monocle, un magazine de satire politique, organise une fête à l'Empire State Building avec Bantam Books, qui réédite la novélisation de King Kong par Delos W. Lovelace (en). Un panel de satiristes devait donner un commentaire ironique sur King Kong, suivi d'une projection du film. L'un des titres était « King Kong au Viet Cong : 13 Ans de Gorilla Warfare ». Andy Warhol, qui ne figurait pas sur la liste des invités, profite de l'occasion pour faire sa publicité et créer une performance en se plaignant auprès de la presse que King Kong devait être projeté avec son propre film Empire. Le réalisateur a finalement été autorisé à montrer trois minutes de son film après celui de 1933.
Une référence au film apparaît dans le film Yellow Submarine (1968), lorsque les personnages regardent dans une pièce un singe monstrueux défoncer une fenêtre pour atteindre de sa main une femme qui hurle sur un lit.
En 1969, la plupart des plans censurés sont réintégrés au film et en 1971 cette nouvelle version, dans laquelle les parties manquantes ont été remises à leur place, sort dans des salles d'art et d'essai.
Dans le film Le Nouvel Amour de Coccinelle de 1974, le méchant fait des cauchemars sur la Coccinelle sur le thème de King Kong, en se prenant pour le gorille avec des avions ressemblant à la voiture volant autour de lui et lui projetant de l'huile jusqu'à ce qu'il tombe de l'Empire State Building. 
Une référence apparaît dans une histoire de Superman avec Titano le Super-Singe, un singe ayant atteint une taille géante et des supers-pouvoirs, qui se prend d'affection pour Lois Lane et décide de l'enlever puis escalade le bâtiment du Daily Planet.
King Kong atteint ainsi le sommet de sa visibilité publique dans les années 1960 et 1970 dans le cadre d'un courant nostalgique du Hollywood des années 1930, ce qui lui fait de lui un culte à valeur nostalgique. Au cours de cette période, le personnage et son histoire ont été le plus fréquemment utilisés comme parodie dans la culture populaire. La fréquence de son utilisation en tant que parodie à cette époque montre à quel point il était devenu important dans la culture populaire.
Dans les années 1970, le personnage de King Kong est constamment évoqué dans les dessins animés et les blagues de mauvais goûts. Les multiples références ont des tonalités différentes, certaines étant des parodies tandis que d'autres sont des critiques oppositionnelles. Elles peuvent être fugaces comme par exemple avec le fait que Frank Zappa. C'est à cette époque que le film a commencé à être étudié par des universitaires et des théoriciens du cinéma, qui y ont trouvé des sous-textes cachés et des significations symboliques. Cependant, Merian C. Cooper a soutenu que le film n'était rien de plus qu'une simple histoire d'aventure.
Dans une caricature du New Yorker de 1972, un homme présent à un cocktail au sommet du World Trade Center nouvellement construi, commente qu'il est impressionné qu'il ait été terminé si rapidement et sans incident tandis que King Kong escalade le bâtiment en dessous de lui. 
Chacune de ces références témoignent de l'importance donné au rôle de King Kong au cinéma. Il a été ainsi cité dans des films tels que Morgan ! (1966), The Rocky Horror Picture Show (1975) et Cheeseburger film sandwich (1987). 
Dans The Rocky Horror Picture Show, la chanson Science Fiction / Double Feature rend hommage à King Kong avec les paroles « Puis quelque chose a mal tourné pour Fay Wray et King Kong / Ils ont été pris dans un bourrage de celluloïd ». À la fin du film, Rocky porte le personnage du Dr Frankenfurter sur le logo de la RKO, reproduisant King Kong portant Fay Wray dans le climax de King Kong.
En littérature, Thomas Pynchon aborde en 1973 la relation de King Kong et d'Ann Darrow dans son roman post-moderne L'Arc-en-ciel de la gravité, qu'il traite comme une métaphore évidente de la paranoïa raciste historique des Américains à l'égard des hommes noirs qui sortent avec des femmes blanches, citant notamment le critique de cinéma fictif Mitchel Prettyplace, dans son étude définitive de King Kong en 18 volumes.
King Kong est mentionné dans la chanson Bad, Bad Leroy Brown du chanteur folk rock Jim Croce en 1973, où l'éponyme Leroy Brown est décrit comme étant plus méchant que le vieux King Kong.
En 1974, King Kong influence l'histoire de l'épisode Robot de Doctor Who, dans lequel le Docteur et ses amis de UNIT doivent empêcher le robot prototype expérimental K-1 d'aider la diabolique Scientific Reform Society à conquérir le monde. En hommage à King Kong, le K-1 s'éprend de l'amie du Docteur, Sarah Jane Smith et la considère comme le seul être humain qu'il est prêt à épargner de la destruction. Lorsque le Docteur est contraint de détruire le K-1 à l'aide d'un virus mangeur de métal, Sarah est visiblement attristée comme dans le film original.
Après le remake de 1976, qui a fait l'objet d'une grande publicité mais qui s'est révélé nettement inférieur, Elliott Stein a écrit un essai nostalgique en hommage à King Kong intitulé My Life with Kong dans le magazine Rolling Stone. Stein était l'un des plus célèbres « Kongophiles », avec Forrest J. Ackerman et Jean Boullet. Dans cet essai, Stein parle des contextes dans lesquels il a vu King Kong au cours de sa vie, notamment dans les années 1930, dans des cinémas de New York comme le Radio City Music Hall et le RKO Roxy ainsi qu'à Paris en compagnie de Jean Boullet dans les années 1950. 
En 1974, une rétrospective Art déco de King Kong est organisée au Radio City Music Hall et un hommage à King Kong est mis en scène pour le festival du film de Telluride dans les années 1970. En 1979, King Kong est mentionné par Kermit la grenouille dans les paroles de la chanson I Hope that Something Better Comes Along du film The Muppet Movie : « Elle a fait un singe du vieux King Kong, j'espère que quelque chose de mieux viendra ».
Le cadavre de King Kong, que l'on dit être un accessoire abandonné, apparaît dans le film Rêve de singe de 1978, où un petit chimpanzé est trouvé à l'intérieur.

## Depuis les années 1980
King Kong a été l'un des tous premiers films à mettre en scène un monstre géant dans notre civilisation avec Le Monde perdu. La plupart des films de monstres géants réalisés depuis 1933 s'en inspirent directement. Ainsi Le Monstre des temps perdus (1953), Godzilla (1954) et Jurassic Park (1993) présentent ou évoquent des scènes de lutte entre ou avec des monstres.
Jurassic Park va même jusqu'à reproduire le scénario de 1933 avec un Tyrannosaures Rex qui est enlevé de son habitat naturel sur une île lointaine vers la civilisation et où elle se déchaîne dans une ville. À noter un clin d'œil avec le nom du navire qui transporte la bête, The Venture, le même que celui du navire dans King Kong. Une autre référence à Kong apparaît lorsqu'un groupe de touristes s'approche de l'énorme portail de Jurassic Park, qui rappelle celui de King Kong et où le personnage de Jeff Goldblum demande : « Qu'est ce qu'ils ont là-dedans, King Kong ? ». Enfin, une autre scène reproduit un combat entre un Spinosaurus et un Tyrannosaure, similaire à celui de Kong contre un Tyrannosaure.
L'une des images de King Kong la plus fréquemment utilisée dans la culture populaire est la fameuse scène où Kong et Ann Darrow se trouvent au sommet de l'Empire State Building. 
Plusieurs épisodes de la série Les Simpsons font référence à King Kong. Dans Aide-toi, le ciel t'aidera, on voit à la télévision un gorille géant qui déracine un arbre tandis qu'une foule paniqué s'enfuit. Homer Simpson affirme ensuite que King Kong est le grand-père de tout le monde. Toute la seconde partie de Simpson Horror Show III, intitulée « King Homer », reproduit l'entièreté du film de 1933 avec une touche d'humour et de gag. Dans Scout un jour, scout toujours, Bart Simpson joue à un jeu vidéo qui présente un gorille géant qui se fait attaquer par des avions au sommet d'un building. Dans L'amour ne s'achète pas, l'épisode reproduit l'arrivée de Kong dans New-York mais cette fois avec un monstre marin qui adore se faire photographier. Dans Le Pire du Soleil Levant, Homer se saisit de l'empereur du Japon pour le jeter en lui disant qu'il est King Kong. Dans La Pilule qui rend sage, le vendeur de bande dessinée voit un char tout démolir sur son passage et s'exclame que c'est un travail pour « Dark Vador, Godzilla ou pourquoi pas... King Kong ». Dans l'épisode Il était une « foi », Krusty le Clown s'entraine à reprendre sa voix avec le mantra « Hé mon K comique fait son come-back, King-kong met KO le koala en kimono ». Dans Le Cerveau, un banquier demande à Homer s'il est conscient des risques qu'implique la spéculation, ce à quoi Homer pense à King Kong enchainé au théâtre avec des dollars dans les mains. Dans Le Safari des Simpson, le docteur Bushwell possède un album photo de singes dans des films très connus, où apparaît King Kong au sommet de l'Empire State Building. Dans Robotflop, Moe Szyslak répond qu'il est venu regarder un match de combat en compagnie de ses deux enfants, King et Kong, tout en montrant ses poings. Dans Papy fait de la contrebande, Homer imagine un moyen d'entrer au Canada, ce qui implique un King Kong géant pourchassé par des avions. Dans Bart a deux mamans, Bart se fait capturer et emmener par une femelle gorille au sommet d'un clocher. Dans Les Baguettes magiques, le gag du canapé fait référence au film de 1933. Dans La vengeance est un plat qui se mange trois fois, King Kong apparaît en haut de l'Empire State Building tout en faisant de grands sourires aux photographes.
Dans un épisode de la série Jenny Robot, Jenny est transformée en un monstre ressemblant à un croisement entre un Néandertalien et un gorille et lorsqu'elle se fait photographier, elle rugit.
Dans le film Le Monstre au milliard de tentacules, la tête de Richard Nixon fait remarquer à propos d'une invasion extraterrestre que cette fois King Kong est trop vieux pour sauver l'humanité. La caméra montre alors un panorama sur un King Kong très âgé tenant le squelette d'Ann Darrow.
King Kong est souvent utilisé dans la culture commerciale, par exemple dans des publicités pour Coca-Cola et les piles Energizer. 
Une compagnie d'assurance new-yorkaise a utilisé des extraits du film pour persuader les gens des dangers de la vie en ville, tandis qu'une autre publicité pour piles Energizer présente King Kong engagé par une société de piles rivale, SuperVolt, pour se débarrasser du lapin Energizer. En 1990, Kongfrontation devient l'un des manèges originaux des Universal Studios Florida.
Le personnage du film a inspiré le jeu vidéo Donkey Kong de Nintendo de 1981 ainsi que ses dérivés. Dans le jeu, le héros doit sauver sa petite amie du singe éponyme, qui escalade une énorme structure après avoir kidnappé la fille comme dans le film. Le créateur du jeu, Shigeru Miyamoto, voulait que le nom Donkey Kong signifie « gorille têtu ». Cependant, MCA/Universal a tenté de poursuivre Nintendo pour violation des droits d'auteur. Le studio a néanmoins perdu le procès et a dû verser la somme de 1,8 million de dollars de dommages et intérêts lorsqu'il a été découvert que King Kong était en fait dans le domaine public à cette époque et que MCA/Universal le savait lorsqu'ils ont intenté le procès. 
Le clip de la chanson Runnin' Down a Dream de Tom Petty and the Heartbreakers fait référence à la scène de combat contre les biplans de l'Empire State Building, où un Tom Petty géant frappe des moustiques géants de la même manière que King Kong.
Dans le clip du single de Cherrelle (en) I Didn't Mean to Turn You On (1984), la chanteuse est poursuivie par un gorille ressemblant à King Kong, qui la suit jusqu'à son appartement.
Dans Les Zinzins d'Olive-Oued, Terry Pratchett parodie la scène au dessus de l'Empire State Building puisque cette fois c'est le personnage du Bibliothécaire, un ourang outan, qui se fait enlever par une femme géante blonde qui escalade la tour de l'université de l'invisible.
Dans le film Le Professeur foldingue (1996), Sherman Klump fait un cauchemar dans lequel il est un homme géant, horriblement obèse tandis que Reggie Warrington s'exclame « Courez vers les collines, c'est Fatzilla ! Le gars présent ici ressemble à King Kong avec des nichons ! ».
Dans L'Œuvre de Dieu, la Part du Diable, des orphelins ainsi que des enfants de mères célibataires essaient de regarder King Kong de 1933 sur un vieu projecteur mais ce dernier se coupe sans arrêt.
Dans le jeu vidéo Metal Gear Solid 2: Sons of Liberty, une dispute éclate à propos du bâtiment que King Kong escalade.
King Kong a été mentionné dans la chanson du même nom de LA Symphony en 2002, sur l'album Baloney.
Dans le film Soyez sympas, rembobinez (2008), Jerry se fait magnétiser, effaçant ainsi toutes les cassettes du vidéoclub de son ami. Ils entreprennent de refaire les films, dont l'un est King Kong.
Dans l'épisode Skyscrapers de Les Monsieur Madame, on voit Little Miss Sunshine se faire emmener en haut d'un immeuble.
Dans l'épisode Celebrity Manhunt's Total Drama Action Reunion Special de la série Ciné défis extrêmes (2009-2010), le personnage d'Izzy joue le rôle d'Ann Darrow et un singe joue le rôle de King Kong en représentant la scène sur l'Empire State Building.
Dans la série Super sentai du 25e anniversaire de Hyakujuu Sentai GaoRanger (2001), l'un des méchants animaux vivants est un grand gorille vert appelé Gao Gorilla, qui mesure plus de 30 mètres et que l'on voit régulièrement dans la série contre l'ennemi du GaoRanger, le kaiju Orgu.
En 2009, le film Inglerious Basterds, présente une scène où les personnages jouent au jeu des noms collés sur le front, le but étant de deviner son personnage en posant des questions. Le major SS Dieter Hellstrom a la carte King Kong.
Dans Tensou Sentai Goseiger (2010), Kinggon of the Bigfoot, le chef militaire des Yuumajuu, a été nommé d'après King Kong.
Dans la série anime-manga Toriko, le protagoniste est un chasseur gourmet dont le travail consiste à parcourir le monde pour chasser les animaux et les créatures les plus délicieux. L'un des premiers animaux auxquels Toriko est confronté est un groupe de gorilles géants à quatre bras, appelés Trollkongs, dirigés par un aîné encore plus grand, nommé Silverblack Trollkong. Le nom de ces créatures et l'idée d'un singe géant sont basés sur le concept de King Kong.
En 2012, dans la série Lord Baltimore, l'épisode Baltimore : Dr. Leskovar's Remedy présente le héros qui se bat contre King Kong.
Dans un épisode de Pac-Man et les Aventures de fantômes, Jurassic Pac, une parodie montre Pac-Man dans le style de King Kong porter Cylindria jusqu'à l'Empire State Building.
Dans l'épisode Le Bon Vieux Temps de la série animé Mes parrains sont magiques, King Kong est arrêté par Carl Denham, qui est fier d'avoir dépensé de l'argent dans une flotte aérienne ; dans un autre épisode, King Kong distribue une banane à Remy Buxeplenty à l'issue d'une chasse au trésor.
Un vin spécial sur le thème de King Kong a été commercialisé par la cave de Francis Ford Coppola en 2016.
Les séries Les Pingouins de Madagascar, Les Aventures à haute teneur en fructose d'Annoying Orange et We Bare Bears ont chacune un épisode parodiant l'ascension de l'Empire State Building par Kong. 
Dans Les Pingouins de Madagascar, l'épisode met en scène une Marlène très féroce qui porte le roi Julien en haut de la sculpture de l'Aiguille de Cléopâtre et les pingouins lui font face dans des biplans sous forme de jouets. 
Dans The Annoying Orange, Noix de Coco avale une roche spatiale radioactive qui le transforme en un monstre ressemblant à King Kong. Il kidnappe ensuite Nerville et l'emmène dans un gratte-ciel ressemblant à l'Empire State Building. Orange et les autres personnages alimentaires l'affrontent également dans des avions de chasse jusqu'à ce qu'il vomisse la roche spatiale. 
Dans We Bare Bears, on voit un gorille de compagnie nommé Carl qui escalade le manoir de son propriétaire avec Panda comme otage, un peu comme Kong a escaladé l'Empire State Building avec Ann Darrow, et Grizz l'affronte dans un monoplan sous forme de jouet avec un pistolet à eau. Carl tombe également du manoir, mais contrairement à Kong, il survit.